# Sol (Mars)
Sol je časová jednotka, odpovídající střednímu slunečnímu dni na povrchu planety Mars. Není součástí soustavy jednotek SI.
Jednotka sol je přibližně o 3 % delší než střední sluneční den na Zemi a rovná se 24,6598 hodiny (24 h 39 min 35,244 s), tj. 1,0275 dne. Hvězdný den na Marsu je zhruba o 2 minuty kratší než sol a trvá 24,6229 h (24 h 37 min 22,663 s).
V přeneseném významu se slovo sol používá i pro kalendářní počítání časových intervalů na povrchu této planety, např. při popisu práce sond vysazených na povrch Marsu. Plnohodnotný marsovský kalendář však dosud nebyl definován, i když první návrhy se již objevily (např. návrh R. Zubrina).

## Původ názvu
Název jednotky je odvozen od latinského slova sol, znamenajícího „slunce“.